# Esqueixada
L'esqueixada de bacallà est une salade d'été catalane typique de la cuisine catalane,.

## Caractéristiques
L'esqueixada (prononcer əskəʃáðə) est faite principalement de morue dessalée déchirée en lambeaux (bacallà esqueixat en catalan) mélangée à du thon et à divers légumes méditerranéens comme des tomates, oignons blancs, poivrons et olives. On l'assaisonne avec du sel, du poivre, de l'huile d'olive et du vinaigre. Selon la région, certains ajoutent des légumes secs comme des haricots (dans ce cas, c'est un empedrat), un œuf dur ou d'autres ingrédients.
Cette salade se prépare quelques heures à l'avance et doit être réservée au réfrigérateur. Elle est servie comme plat unique ou en apéritif avec des tranches de pain grillé. Dans la communauté valencienne, deux plats sont basés sur la morue salée et déchirée en lambeaux. Dans la zone de Valence, on trouve un plat un peu semblable, l'esgarrat, qui nécessite également de la morue esgarrat (en lanières) mais on a l'habitude de l'accompagner uniquement de poivrons rouges cuits. Dans les montagnes d'Alcoy, une préparation semblable appelée la pericana utilise seulement des poivrons rouges et de l'ail et est frite.

## Autres plats associés
- Empredat
- Esgarrat
- Pericana
- Salade malagueña (salade de Malaga (Andalousie), avec de la morue et de l'orange)
- Xató (salade de morue avec de la scarole et de la sauce romesco)